# Kristina Walker
Kristina Walker (* 9. Mai 1996 in New Westminster, British Columbia) ist eine kanadische Ruderin, die im Achter olympisches Silber erruderte.

## Sportliche Karriere
Walker studierte und ruderte an der University of British Columbia.
Bei den erst 2021 ausgetragenen Olympischen Spielen in Tokio trat Walker zusammen mit Jennifer Martins, Nicole Hare und Stephanie Grauer im Vierer ohne Steuerfrau an. Die vier Kanadierinnen belegten den zehnten und letzten Platz.
2022 bildete Walker zusammen mit Rianne Boekhorst den kanadischen Zweier ohne Steuerfrau. Bei den Weltmeisterschaften in Račice u Štětí wurden die beiden Elfte. Im Jahr darauf bei den Weltmeisterschaften in Belgrad ruderte Walker mit dem kanadischen Vierer ohne Steuerfrau auf den zehnten Platz. 2024 wechselte Walker in den Achter, nachdem sie 2023 bereits im Weltcup im Achter gerudert war. Im Sommer 2024 bei der Olympiaregatta in Paris gewannen die Rumäninnen vor dem kanadischen Boot in der Besetzung Jessica Sevick, Caileigh Filmer, Maya Meschkuleit, Kasia Gruchalla-Wesierski, Avalon Wasteneys, Sydney Payne, Kristina Walker, Abigail Dent und Steuerfrau Kristen Kit. Die Kanadierinnen hatten im Ziel viereinhalb Sekunden Rückstand auf die Rumäninnen und 0,67 Sekunden Vorsprung vor dem britischen Achter.